# Điểm giới hạn
Điểm giới hạn của tập hợp A trong không gian tô pô X là điểm x trong không gian sao cho mọi lân cận của nó đều chứa ít nhất một điểm của A khác x. Nói một cách khác, điểm giới hạn là điểm dính mà không cô lập.

## Định nghĩa
Cho một không gian tô pô X và tập con A trong X: {\displaystyle A\subset X}. Điểm x trong X: {\displaystyle x\in X} được gọi là điểm giới hạn của tập A nếu mọi tập mở U chứa x: {\displaystyle U\ni x} đều có giao với tập A chứa một điểm khác ngoài x: {\displaystyle U\cap A\ni x_{0}\neq x}.